# Regeringen Erlander I
Regeringen Erlander I var Sveriges regering fra 11. oktober 1946 og til 1. oktober 1951.
Regeringen Erlander I var en etpartiregering, baseret på Socialdemokraterne. Regeringen blev dannet midt i oktober 1946. Dette skete fem dage efter, at den hidtidige statsminister Per Albin Hansson var død. 

## Markante ministre
- statsminister: Tage Erlander,
- udenrigsminister Östen Undén,
- handelsminister Gunnar Myrdal (1945–1947),
- handelsminister Axel Gjöres (1947–1948),
- forsyningsminister Axel Gjöres (1945–1947),
- udenrigshandelsminister Dag Hammarskjöld (februar 1951–1953).

## Afgang
Regeringen Erlander I blev afløst af en koalitionsregering mellem mellem Bondeförbundet og Socialdemokraterne i 1951. 